# U-205
Unterseeboot 205 foi um submarino alemão do Tipo VIIC, pertencente a Kriegsmarine que atuou durante a Segunda Guerra Mundial.

## Comandantes
| Comandante                 | Data                                            |
| -------------------------- | ----------------------------------------------- |
| Kptlt. Franz-Georg Reschke | 3 de maio de 1941 - 19 de outubro de 1942       |
| Oblt. Friedrich Bürgel     | 19 de outubro de 1942 - 17 de fevereiro de 1943 |

## Subordinação
Durante o seu tempo de serviço, esteve subordinado às seguintes flotilhas:
| Período                                           | Flotilha                                  |
| ------------------------------------------------- | ----------------------------------------- |
| 3 de maio de 1941 - 1 de julho de 1941            | 3. Unterseebootsflottille (treinamento)   |
| 1 de julho de 1941 - 1 de novembro de 1941        | 3. Unterseebootsflottille (serviço ativo) |
| 1 de novembro de 1941 - 17 de fevereiro de 1943 2 | 9. Unterseebootsflottille (serviço ativo) |

## Operações conjuntas de ataque
O U-205 participou das seguinte operações de ataque combinado durante a sua carreira:
- Rudeltaktik Arnauld (5 de novembro de 1941 - 18 de novembro de 1941)